# Christopher Hawkins (1er baronnet)
Christopher Hawkins, 1er baronnet (29 mai 1758 - 6 avril 1829) est un propriétaire terrien de Cornouailles, propriétaire d'une mine, député conservateur et promoteur de l'énergie à vapeur. Il est enregistreur de Grampound, de Tregony et de St Ives, Cornouailles.

## Famille
Christopher Hawkins est le deuxième fils de Thomas Hawkins de Trewithen, un propriétaire terrien considérable et ancien député de Grampound. Thomas Hawkins a une peur permanente de la variole et est décédé à la suite d'une inoculation pour l'empêcher. Le frère aîné de Christopher, John, s'est noyé dans la Tamise pendant son séjour à Eton, tandis qu'un jeune frère Thomas est mort "d'une fièvre à la suite de la consommation d'une glace après avoir dansé". Son plus jeune frère, John Hawkins, survit et devient un géologue réputé. À la mort de son père en 1766, Christopher hérite de ses domaines.

## Carrière politique
Il est nommé haut shérif de Cornouailles pour 1783. Il suit les traces de son père en devenant député à l'âge de 26 ans. Il acquiert par la suite une notoriété en tant que principal roturier engagé dans le "marchandage d'arrondissement", l'achat et la vente de Bourg pourri, de circonscriptions parlementaires qui comptaient très peu d'électeurs et, par conséquent, pouvaient être achetés et vendus par le biais du favoritisme, de l'influence et de la corruption directe. À son apogée, Hawkins contrôle en totalité ou en partie six de ces arrondissements, chacun élisant deux députés, ce qui lui donne la possibilité d'assurer le succès de l'élection des candidats en échange d'argent ou de faveurs. Il réserve normalement ces sièges aux partisans du gouvernement (parti conservateur).
Il est lui-même député de plusieurs de ses propres arrondissements de Cornouailles, à savoir Grampound de 1800 à 1807, Mitchell de 1784 à 1799 et de nouveau de 1806 à 1807, Penryn de 1806 à 1807 et de 1818 à 1820, et St Ives de 1821 à 1828. Ses apparitions à la chambre ne sont pas mémorables. Il ne semble avoir parlé que quatre fois: une fois très brièvement en 1807, accusé de corruption, il laissée «entièrement son affaire à la justice et à la libéralité de la maison», deux fois en 1819 en ce qui concerne le Penryn Bribery Bill, lorsque, selon le Hansard, il est à deux reprises "tout à fait inaudible", et une fois en 1827 quand il est "totalement inaudible".
Après l'élection de Penryn en 1806, Hawkins est reconnu coupable de corruption par un comité parlementaire et dépossédé de son siège, mais n'est été exclu de la Chambre car il a également été élu député de Grampound et de Mitchell. Il est resté à la Chambre des communes, mais sous une censure considérable. Le procureur général a été invité à prendre les accusations en charge et Hawkins est renvoyé pour jugement devant la cour d'assises de Bodmin en 1808, mais il y est acquitté. Le réformateur politique William Cobbett est présent et rend compte du procès, et est moins qu'impressionné par son résultat. En 1810, l'accusation de corruption et les sentiments négatifs qui s'ensuivirent conduisent Hawkins à se battre en duel avec son voisin de circonscription et ancien député whig de Penryn Francis Basset (1er baron de Dunstanville). Aucune des parties n'est blessée.
Hawkins s'est taillé une réputation d'avare et on prétend que, pour réduire les dépenses électorales, il a démoli les maisons des électeurs sur son terrain, les privant ainsi du droit de vote. Il aurait ainsi réduit à trois le nombre d'électeurs à Mitchell.
Pour ses loyaux services au gouvernement conservateur, il est créé baronnet en 1791 par William Pitt le Jeune,.

## Propriétaire foncier
Il hérite de domaines considérables de son père, et continue à acheter des terres supplémentaires, affirmant finalement qu'il peut "rouler d'un côté à l'autre des Cornouailles sans mettre le sabot sur le sol d'un autre homme". Il achète bien plus d'une douzaine de manoirs, beaucoup d'entre eux - comme les manoirs de Grampound, de Mitchell et de St Ives - pour prendre possession de bourgs pourris.
Il acquiert les manoirs de Cargoll et de Trelundra pour promouvoir ses intérêts à Mitchell, mais en tentant d'améliorer certains terrains vagues de Cargoll par un labour profond, du minerai de plomb est découvert. Il crée la mine Old Shepherds pour exploiter le plomb et trouve de l'argent supplémentaire, faisant de la mine une source de profit considérable avant sa fermeture en 1820,,. En 1818, il ouvre une mine de cuivre et d'étain à St Ives, connue plus tard sous le nom de St Ives Consols. Dans des travaux de curage de ruisseau à Ladock, près de Grampound, de l'or est trouvé ainsi que de l'étain. Un spécimen d'or Ladock est présenté à la Royal Geological Society de Cornouailles par Christopher, qui publie également des observations sur la découverte dans leurs transactions. Ilm est un associé de la Cornish Copper Company qui établit une fonderie à Copperhouse, construit un canal vers Hayle et y étend le port pour exporter du métal et importer du charbon, du bois et d'autres marchandises ,. Il possède des mines d'argile de porcelaine dans la région de St Austell et reconstruit substantiellement le port de Pentewan pour servir de port d'argile de Chine, relié à St Austell par le Pentewan Railway, un tramway tiré par des chevaux .
Il obtient le poste de Vice-Lord Warden of the Stannaries, lui donnant une influence et un contrôle considérables sur les mines et les mines de Cornouailles.

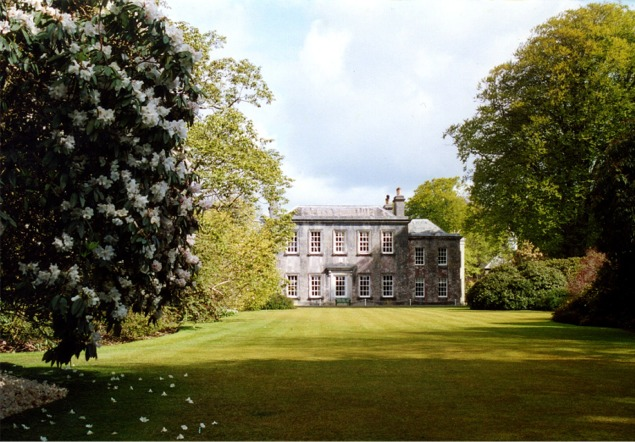
Trewithen House

La maison familiale de Trewithen, près de Probus, est achetée par Philip Hawkins de Trewinnard en 1715 et reconstruite en grande partie. Son neveu, le père de Christopher, hérite de la maison en 1738 et est responsable d'une grande partie de son aménagement paysager.
Trewithen House, maintenant un bâtiment classé Grade I, est toujours la propriété privée d'un descendant de famille. Il abrite un portrait de Sir Christopher et est ouvert au public.

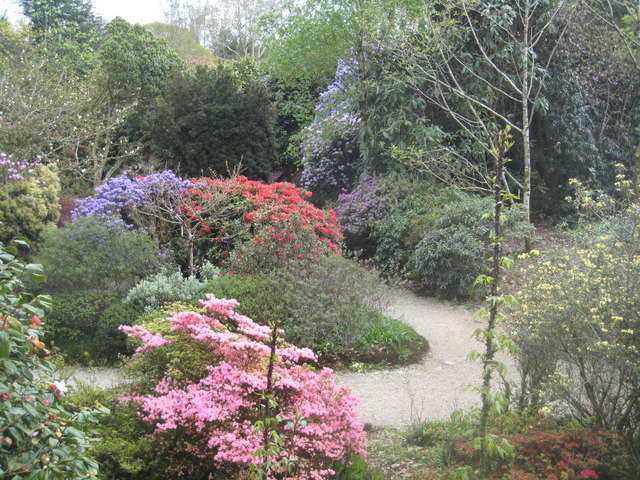
Jardins de Trewithen

Le jardin de Trewithen est réalisé par GH Johnstone VMH; il couvre environ 23 acres et est réputé pour sa conception et pour la grande collection de camélias, magnolias et rhododendrons .

## Activités culturelles et scientifiques
Il est membre de la Royal Society, de ce qui allait devenir la Royal Horticultural Society et de l'Antiquarian Society. Il est également abonné à vie à la Royal Institution.
En 1811, il publie un petit livre intitulé Observations on the Tin Trade of the Ancients in Cornwall, concernant ses théories sur l'implication des Phéniciens dans l'extraction et le commerce de l'étain de Cornouailles.
Il est un mécène et un partisan du pionnier de la vapeur de Cornouailles Richard Trevithick et en 1812 lui commande la première Batteuse à vapeur au monde, propulsée par un moteur de grange "semi-portable". La machine continue à fonctionner jusqu'aux années 1880 et est conservée par le Science Museum de Londres.
En 1813, il porte la pomme Cornish Gillyflower, trouvée dans un jardin de Truro, à l'attention de la Royal Horticultural Society qui lui décerne une médaille d'argent "pour ses efforts" . La pomme est toujours cultivée aujourd'hui et est disponible dans le commerce ,.
Sir Christopher ne s'est jamais marié. À sa mort, sa succession est passée à son plus jeune frère, John, puis à son neveu, Christopher Henry Thomas Hawkins.